# 阿マの家 平和と女性人権館
座標: 北緯25度03分37秒 東経121度30分33秒 / 北緯25.060296度 東経121.509288度

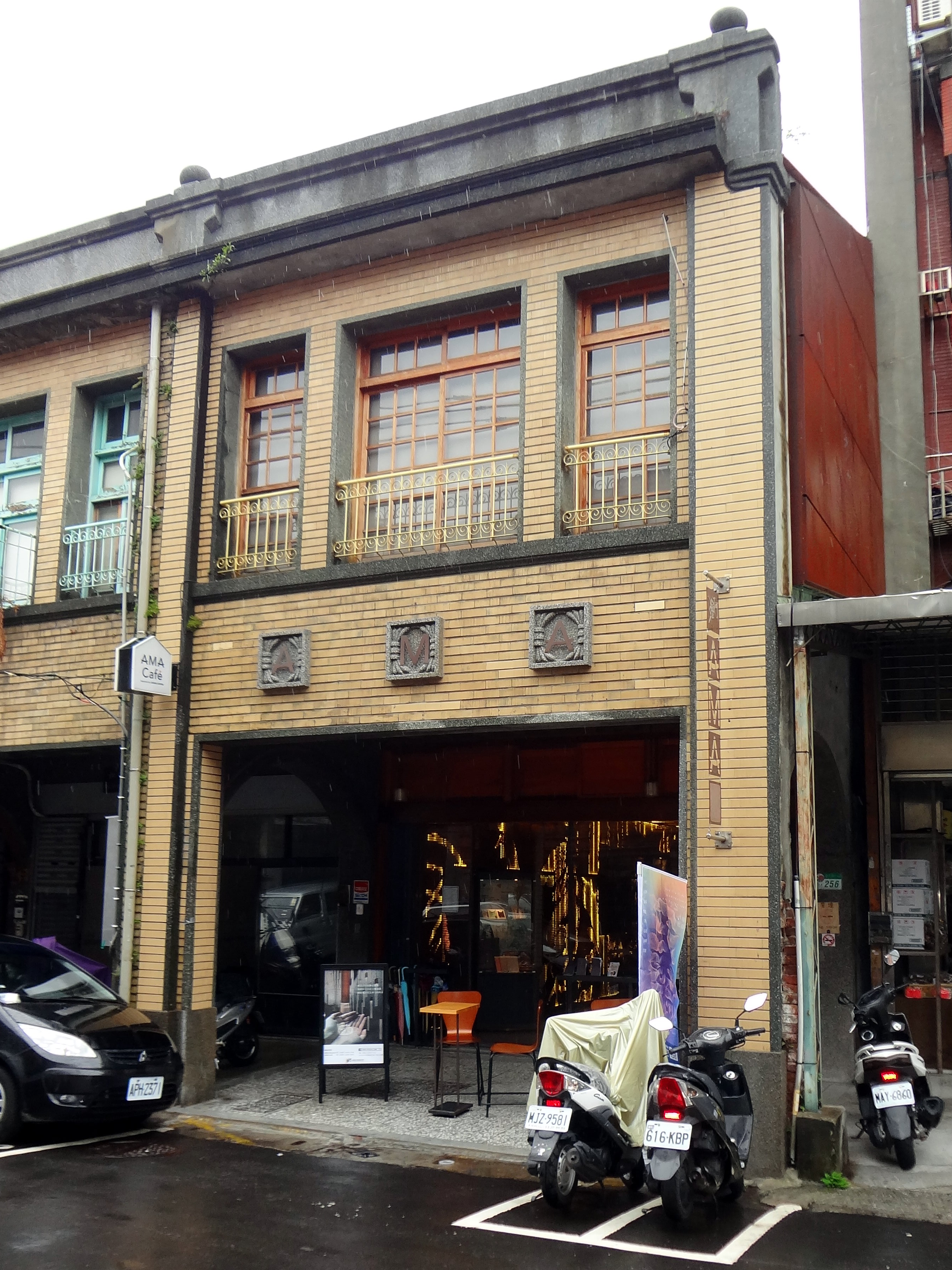
開館当初から2020年まで台北市大同区迪化街一段256号にあった記念館

阿マの家 平和と女性人権館（アマのいえ へいわとじょせいじんけんかん、繁体字中国語: 阿嬤家-和平與女性人權館、英語: AMA MUSEUM）は、台湾台北市大同区にある慰安婦記念館。開館当初は同区一段256号にあったが、2021年からは同区承德路三段32号5階に移転した。
「阿マ（阿嬤）」は「おばあちゃん」を意味し、施設名称は「おばあちゃんの家－平和と女性人権館」を表す。

## 概要
台北市婦女救援基金会は1992年より慰安婦に関する調査と、日本政府に対する賠償請求運動を開始。2004年同基金会は、元慰安婦の物語の保存を行うための場所を探し始める。そして人々からの募金および支援により開館所在地を見つけている。
2016年3月には、看板除幕式に当時総統の馬英九が参列。そして12月10日に本館は正式開館した。開館除幕式には、蔡英文政権から鄭麗君文化部部長（文化大臣）が出席している。一般公開は11日より開始された。
2020年11月11日、婦女救援基金会は新型コロナウイルス（COVID-19）の影響による収入の減少から閉館したが、同年8月14日に同基金会は本館にて2021年夏までに別の場所へ移転の上、再開館することを発表した。
2021年8月14日、内装工事中であり、同年10月にも再開館できると発表した。同年10月27日より同基金会が入る同区承德路三段32号5階に移転の上、再開したが、同年11月25日まではプレオープン期間として開館時間は月曜日から金曜日の10時から17時までとしている。

## 脚註・参考文献
1. ↑  “聯絡資訊”. 阿嬤家-和平與女性人權館.   婦女救援基金會. 2020年6月3日時点のオリジナルよりアーカイブ。2021年9月11日閲覧。
2. 1 2  “參觀資訊”. 阿嬤家-和平與女性人權館.   婦女救援基金会. 2021年10月25日時点のオリジナルよりアーカイブ。2021年10月26日閲覧。
3. ↑  “11月閉館の慰安婦記念館、再開目指してクラファン 移転費用募る／台湾”. 台湾フォーカス.   中央通訊社 (2020年10月17日). 2021年9月11日時点のオリジナルよりアーカイブ。2021年9月11日閲覧。
4. 1 2 3 4  “台湾初、元慰安婦の歴史資料館開館”.   中央広播電台 (2016年12月10日). 2016年12月21日閲覧。
5. ↑  “台湾初の慰安婦記念館が開館”.   Record China (2016年12月11日). 2016年12月21日閲覧。
6. 1 2  “慰安婦記念館がオープン”.   時事通信社 (2016年12月10日). 2016年12月21日閲覧。
7. ↑  “台北の慰安婦記念館、11月に閉館へ 続く赤字にコロナが追い打ち／台湾”.   フォーカス台湾 (2020年7月6日). 2020年7月20日閲覧。
8. ↑  “11月閉館の慰安婦記念館、新たな場所で再開へ 遅くとも来夏を予定／台湾”.   フォーカス台湾 (2020年8月14日). 2020年8月14日閲覧。
9. ↑  “歴史教材に「慰安婦」盛り込みを 人権団体が訴え「台湾史の一部」”. フォーカス台湾.   中央通訊社 (2021年8月15日). 2021年9月6日時点のオリジナルよりアーカイブ。2021年9月6日閲覧。
10. ↑  “台北の慰安婦記念館、移転して一般公開再開／台湾”.   フォーカス台湾 (2021年10月27日). 2021年10月28日時点のオリジナルよりアーカイブ。2021年10月29日閲覧。